# José Luis Mañeru
José Luis Mañeru nacido en Etxabakoitz (Navarra, España), es un exciclista navarro. Compitió entre los años 1945 y 1955, durante los que consiguió una única victoria.
Se dedicaba principalmente a correr pruebas de carácter local.

## Palmarés
1950
- Alsasua

1953
- 2º en la Santikutz Klasika

## Equipos
- Independiente (1945-1955)